# Albali
Albali (Èpsilon d'Aquari / ε Aquarii) és una estrella de la constel·lació d'Aquari. És coneguda com a 女宿一 (la Primera Estrella de la Nina), en xinès. Albali pertany a la classe espectral A0 i té una magnitud aparent de +3,8. Està a 215 anys llum de la Terra.

## Localització
La localització d'aquesta estrella en el cel es mostra en el mapa següent de la constel·lació Aquarius:

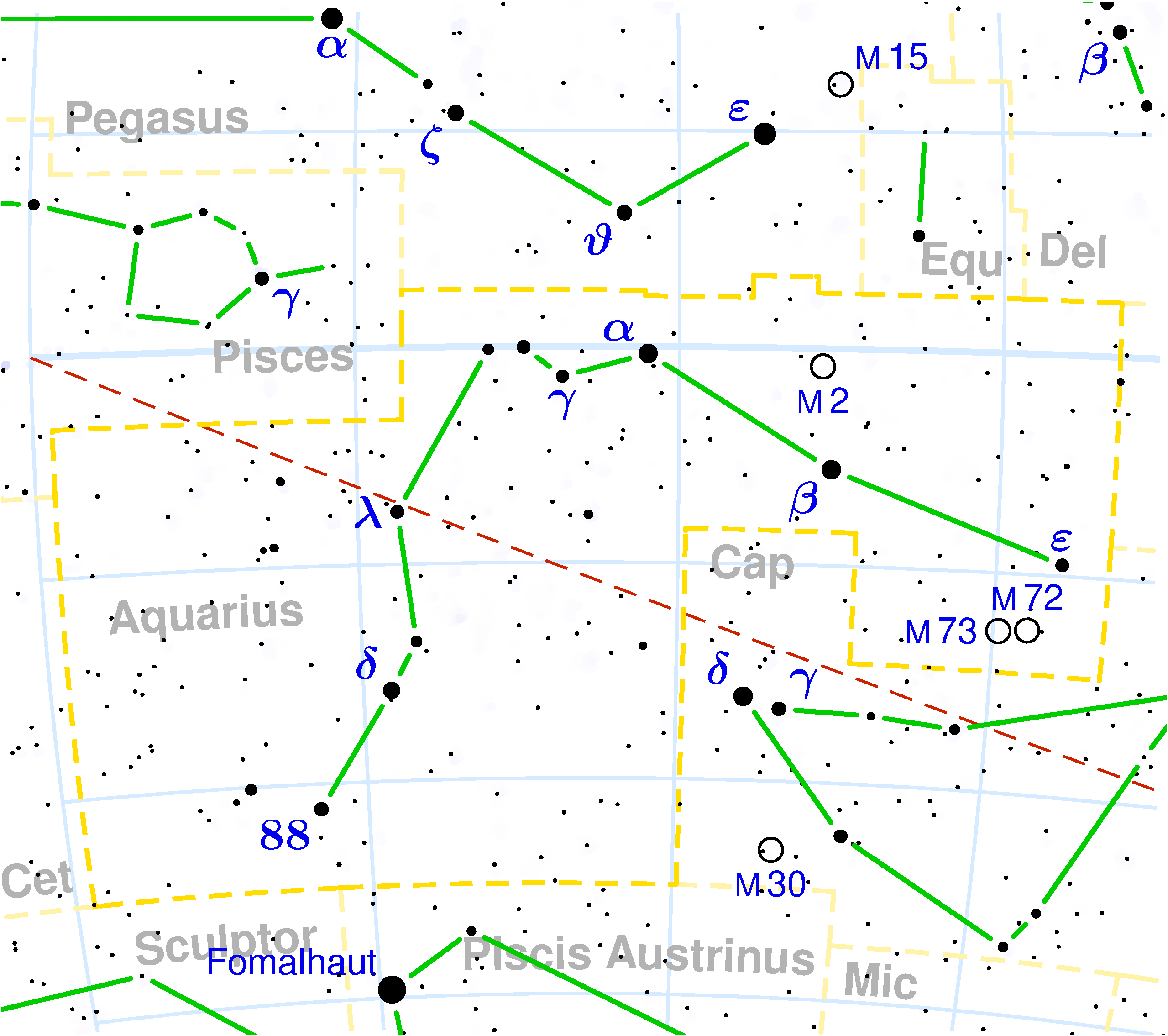
Constel·lació d'Aquari